# Scotasay
Scotasay (en gaélico escocés, Sgeotasaigh) es una isla localizada en el grupo de las Hébridas Exteriores, en Escocia. La isla se encuentra ubicada a 1 km frente a la costa este de Harris y tiene 0,5 millas (0,8 km) de longitud norte a sur y aproximadamente 189 pies (57,6 m) en su punto más elevado.
La isla tenía entre 15 y 20 habitantes a principios del siglo XX, pero desde entonces, no hay registros de viviendas permanentes.